# 3002 Delasalle
3002 Delasalle eller 1982 FB3 är en asteroid i huvudbältet som upptäcktes den 20 mars 1982 av den belgiske astronomen Henri Debehogne vid La Silla-observatoriet. Den är uppkallad efter fransmannen Jean-Baptiste de La Salle.
Asteroiden har en diameter på ungefär 6 kilometer och den tillhör asteroidgruppen Flora.